# Scarlet Days
Scarlet Days er en amerikansk stumfilm fra 1919 af D. W. Griffith.

## Medvirkende
- Richard Barthelmess som Don Maria Alvarez
- Eugenie Besserer som Nell Winters
- Carol Dempster som Fair
- Clarine Seymour som Chiquita
- Ralph Graves som John Randolph